# Marek Gwóźdź
Marek Gwóźdź (* 24. Mai 1977) ist ein ehemaliger polnischer Skispringer.

## Werdegang
Gwóźdź sprang ab 1993 im Skisprung-Continental-Cup. Am 12. Dezember 1995 gab er in Predazzo sein Debüt im Skisprung-Weltcup und sprang von der Normalschanze auf den 46. Platz. In seinem zweiten Springen am 16. Dezember 1995 konnte er in Chamonix mit dem 25. Platz erstmals und auch das einzige Mal in seiner Karriere Weltcup-Punkte gewinnen. Mit diesen sechs Punkten beendete er die Saison 1995/96 auf dem 87. Platz in der Weltcup-Gesamtwertung, punktgleich mit dem Japaner Hitoshi Sakurai. Nach einem weiteren glücklosen Jahr im Continental Cup, beendete Gwóźdź seine aktive Skisprungkarriere.

## Statistik

### Weltcup-Platzierungen
| Saison  | Platz | Punkte |
| ------- | ----- | ------ |
| 1995/96 | 087.  | 06     |

### Continental-Cup-Platzierungen
| Saison  | Platz | Punkte |
| ------- | ----- | ------ |
| 1993/94 | 236.  | 07     |
| 1994/95 | 158.  | 29     |
| 1996/97 | 177.  | 32     |